# Seramil
Seramil ist ein Ort und eine ehemalige Gemeinde im Norden Portugals.
Seramil gehört zum Kreis Amares im Distrikt Braga. Die Gemeinde hatte eine Fläche von 4 km² und 182 Einwohner (Stand 30. Juni 2011).
Am 29. September 2013 wurden die Gemeinden Seramil, Paredes Secas und Vilela zur neuen Gemeinde União das Freguesias de Vilela, Seramil e Paredes Secas zusammengefasst.